# Dolores Valdés Fernández
Dolores Valdés Fernández (Mieres, 14 de noviembre de 1882 - 2 de febrero de 1967) fue una activista socialista y feminista española.

## Trayectoria
Nació en la pedanía de Sobrobio, en la parroquia de Cuna, en el municipio de Mieres, en Asturias.Viuda a los 39 años y madre de ocho hijos, fue una destacada activista socialista en Asturias desde su afiliación al Partido Socialista Obrero Español en 1909. A pesar de las dificultades económicas, dedicó tiempo al activismo y a su formación, lo que le permitió desarrollar una destacada capacidad oratoria. El 20 de febrero de 1927, en su conferencia titulada "La mujer en el hogar y fuera del hogar", ofrecida en la Casa del Pueblo de Turón, defendió la participación activa de las mujeres en la vida pública y el sufragio universal.
Durante la Guerra Civil Española, fue detenida por las fuerzas franquistas el 27 de noviembre de 1937, tras una disputa política con un guardia. Fue encarcelada y trasladada a varias prisiones de España, incluidas las de Mieres, Saturraran, Barcelona y Palma de Mallorca. En la prisión central de Saturraran, conocida por sus duras condiciones, describió una disciplina estricta, castigos severos, aislamiento prolongado y condiciones insalubres. Durante su estancia entabló amistad con la profesora gallega Josefa García Segret.En 1938, sus escritos fueron confiscados, y pasó casi dos meses en aislamiento. Liberada el 14 de octubre de 1943, regresó a Mieres, donde reescribió sus memorias para documentar su experiencia.
Falleció el 2 de febrero de 1967 en el municipio de Mieres, Asturias.